# Double Platinum
Albums de Kiss
Love Gun
(1977) Ace Frehley (album)
(1978)
Double Platinum est le premier album compilation de Kiss, sorti en 1978. Il obtient la certification double platine et est l'un des albums les plus vendus de 1978.
Il contient des versions de chansons légèrement différentes des versions présentes dans les albums originaux (cf. Rock Bottom et Black Diamond dont les intros changent).

## Pistes
1. Strutter '78
2. Do you love me?
3. Hard Luck Woman
4. Calling Dr. Love
5. Let me go rock n' roll
6. Love Gun
7. God of Thunder
8. Firehouse
9. Hotter Than Hell
10. I Want You
11. Deuce
12. 100,000 Years
13. Detroit Rock City
14. Rock Bottom
15. She
16. Rock And Roll All Nite
17. Beth
18. Makin' Love
19. C'mon And Love Me
20. Cold Gin
21. Black Diamond